# Winter World University Games 2023/Skilanglauf
Bei den Winter World University Games 2023 wurden 11 Wettkämpfe im Skilanglauf ausgetragen.

## Bilanz

### Medaillenspiegel
| Platz  | Land               | 00 | 00 | 00 | Gesamt |
| ------ | ------------------ | -- | -- | -- | ------ |
| 1      | Finnland           | 4  | 1  | –  | 5      |
| 2      | Japan              | 3  | 0  | 1  | 4      |
| 3      | Estland            | 2  | 2  | –  | 4      |
| 4      | Vereinigte Staaten | 1  | 2  | 1  | 4      |
| 5      | Frankreich         | 1  | –  | 1  | 2      |
| 6      | Norwegen           | –  | 5  | 2  | 7      |
| 7      | Spanien            | –  | 1  | –  | 1      |
| 8      | Italien            | –  | –  | 3  | 3      |
| 9      | Kasachstan         | –  | –  | 2  | 2      |
| 10     | Deutschland        | –  | –  | 1  | 1      |
| Gesamt | Gesamt             | 11 | 11 | 11 | 33     |

### Medaillengewinner

#### Männer
| Disziplin                 | Gold                                                               | Silber                                                                     | Bronze                                                       |
| ------------------------- | ------------------------------------------------------------------ | -------------------------------------------------------------------------- | ------------------------------------------------------------ |
| 10 km Klassisch           | Ryō Hirose                                                         | Magnus Bøe                                                                 | Andreas Kirkeng                                              |
| 10 km Freistil Verfolgung | Ryō Hirose                                                         | Andreas Kirkeng                                                            | John Steel Hagenbuch                                         |
| 30 km Freistil            | John Steel Hagenbuch                                               | Magnus Bøe                                                                 | Luca Compagnoni                                              |
| 4 × 7,5 km                | FrankreichGianni Giachino Mattéo Correia Simon Chappaz Tom Mancini | NorwegenMagnus Bøe Fredrik Lütcherath Nilsen Øyvind Haugan Andreas Kirkeng | JapanShota Moriguchi Yoshiki Hoshino Yuito Habuki Ryō Hirose |
| Sprint Freistil           | Verneri Poikonen                                                   | Jaume Pueyo                                                                | Tom Mancini                                                  |

#### Frauen
| Disziplin                | Gold                                               | Silber                                                      | Bronze                                                               |
| ------------------------ | -------------------------------------------------- | ----------------------------------------------------------- | -------------------------------------------------------------------- |
| 5 km Klassisch           | Hilla Niemelä                                      | Mariel Merlii Pulles                                        | Maria Eugenia Boccardi                                               |
| 5 km Freistil Verfolgung | Hilla Niemelä                                      | Mariel Merlii Pulles                                        | Maria Eugenia Boccardi                                               |
| 15 km Freistil           | Mariel Merlii Pulles                               | Kendall Kramer                                              | Xenija Schalygina                                                    |
| 3 × 5 km                 | FinnlandTiia Olkkonen Vilja Kauranen Hilla Niemelä | NorwegenAstrid Stav Selma Andersen Karianne Olsvik Dengerud | KasachstanAischa Rakischewa Nadeschda Stepaschkina Xenija Schalygina |
| Sprint Freistil          | Mariel Merlii Pulles                               | Tiia Olkkonen                                               | Anna-Maria Dietze                                                    |

#### Mixed
| Disziplin            | Gold                   | Silber                      | Bronze                                     |
| -------------------- | ---------------------- | --------------------------- | ------------------------------------------ |
| Teamsprint Klassisch | Ryō Hirose / Rin Sobue | Finn Sweet / Renae Anderson | Andreas Kirkeng / Karianne Olsvik Dengerud |